# Agrostis nervosa
Agrostis nervosa é uma espécie de gramínea do gênero Agrostis, pertencente à família Poaceae.